# Svjetsko prvenstvo u nogometu za žene – Kina 1991.
Svjetsko prvenstvo u nogometu za žene 1991. održavalo se u Kini, a naslov svjetskog prvaka osvojila je reprezentacija SAD-a. bilo je ovo prvo svjetsko nogometno prvenstvo za žene.